# Batalla de Víðines
La batalla de Víðines fue un conlficto armado entre fuerzas seglares y eclesiásticas a principios del siglo XIII en Islandia.
El obispo católico Guðmundur Arason había defendido los poderes judiciales exclusivos de la Iglesia católica y sus propios hombres del clero, contra los poderes seglares de los caudillos goði. En 1208, Kolbeinn Tumason y Arnór Tumason del clan Ásbirningar y Sigurður Ormsson del clan Svínfellingar se dirigieron a la sede episcopal de Guðmundur Arason y sus hombres. Ellos solicitaron que el obispo liberase a varios hombres en su asamblea ya que afirmaron que tenían derechos legítimos. El obispo se mantuvo firme en su posición que el clero debía mantener el poder judicial en sus propios asuntos, y siguió la batalla en Víðines, cerca de Hólar, territorio del obispo. Kolbeinn Tumason murió en la batalla, su cabeza machacada por una gran piedra, y las fuerzas del clan dispersadas. Antes de morir, compuso el poema Heyr, himna smiður («Escucha, creador celestial»), que aún sigue siendo un clásico canto islandés.